# پوکرو
پوکرو (به اسپانیایی: P'ukru) یک کوه در پرو است که در Peru, Lima Region, Cajatambo Province, Oyón Province واقع شده‌است. پوکرو ۵٬۰۵۰ متر بالاتر از سطح دریا واقع شده‌است.